# Міхай Резван Унгуряну
Міхай Резван Унгуряну (рум. Mihai-Răzvan Ungureanu; нар. 22 вересня 1968, Ясси) — румунський державний і політичний діяч, колишній прем'єр-міністр Румунії (лютий — квітень 2012), раніше займав пост міністра закордонних справ і голови Служби зовнішньої розвідки Румунії (у 2007—2012 роки).
Затверджений парламентом на посту прем'єр-міністра 9 лютого 2012 року, незабаром після того, як уряд Еміля Бока пішов у відставку після масових протестів в країні.
27 квітня 2012 року парламент Румунії відправив у відставку уряд Міхая-Резвана Унгуряну. За відставку уряду проголосували 235 депутатів, причому крім парламентаріїв від опозиційного Соціал-ліберального альянсу за вотум недовіри Кабміну проголосувала і частина депутатів від правлячої Демократичної ліберальної партії які заявили про приєднання до опозиції. Таким чином, Міхай Резван Унгуряну обіймав пост прем'єр-міністра Румунії 78 днів і увійшов в історію як прем'єр-міністр з найкоротшим періодом мандата.